# Cerbère
Cerbère település Franciaországban, Pyrénées-Orientales megyében. Lakosainak száma 1213 fő (2022. január 1.). Cerbère Portbou és Banyuls-sur-Mer községekkel határos.

## Földrajz

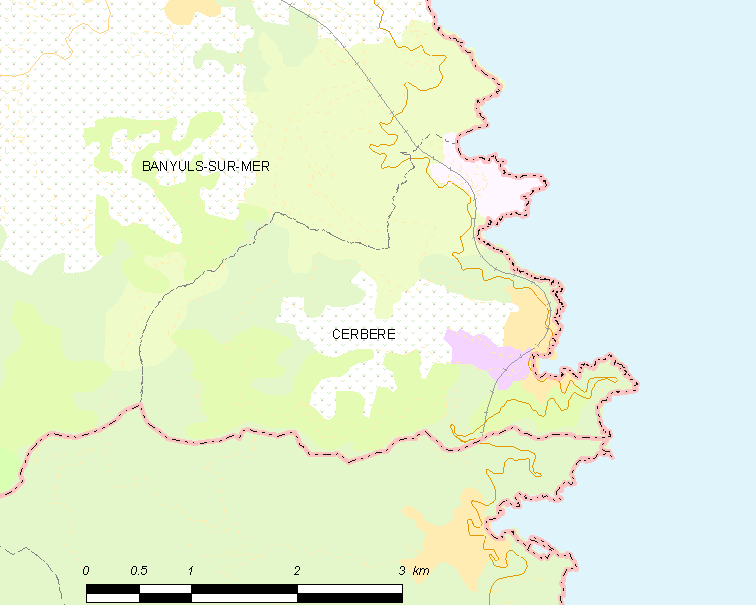
Cerbère és környéke

## Népesség
A település népességének változása:
| Lakosok száma | 1378 | 1349 | 1352 | 1355 | 1351 | 1345 | 1301 | 1257 | 1213 |
|               | 2013 | 2015 | 2016 | 2017 | 2018 | 2019 | 2020 | 2021 | 2022 |